# Irineu de Almeida
Irineu Gomes de Almeida (Rio de Janeiro, 23 de novembro de 1862 — Rio de Janeiro, 22 de agosto de 1914) foi um dos músicos mais atuantes de seu tempo e figura central na produção musical carioca entre o final do século XIX e início do século XX. Compositor, professor e multi-instrumentista, tocava trombone, bombardino e oficleide. 
Estudou no Conservatório Imperial de Música, formando-se nos cursos de harmonia, contraponto e fuga. Foi também conhecido pelo curioso apelido de “Irineu Batina”, por usar invariavelmente uma sobrecasaca comprida, semelhante a uma batina. Integrou a primeira formação da Banda do Corpo de Bombeiros do Rio de Janeiro (1896), na qual atuou sob a regência de Anacleto de Medeiros (1866 - 1907). Nessa época, frequentando as rodas do “Ao Cavaquinho de Ouro”, fez amizade com importantes músicos, como Villa-Lobos, Luiz de Souza e Quincas Laranjeiras.
Foi parceiro do célebre palhaço Benjamin de Oliveira, e escreveu músicas para diversas operetas, destinadas ao teatro de circo, principalmente para o circo Spinelli. Destacam-se “A Princesa Cristal”,“Colar Perdido”,“A Filha do Campo” e “A Noiva do Sargento”. Por volta de 1907, passou a frequentar a casa de Alfredo da Rocha Vianna (pai de Pixinguinha), conhecida como “Pensão Vianna”, no bairro do Catumbi. Lá, conheceu Pixinguinha, então com dez anos de idade, e tornou-se seu professor de música, sendo fundamental para o início da carreira musical do menino, com forte influência artística no jovem a partir de então. Em 1911, convidou Pixinguinha para integrar o rancho Filhas da Jardineira, importante grupo carnavalesco da época, do qual era diretor de harmonia. No mesmo ano, Pixinguinha fez sua estréia fonográfica com o grupo Choro Carioca, a polca “Nhonhô em Sarilho”. Nessa gravação, Pixinguinha tocou a melodia principal na flauta, enquanto Irineu ficou responsável pelos contracantos no oficleide. Irineu de Almeida gravou também com o grupo Choro Carioca, para a Casa Faulhaber, outras composições de sua autoria, como a polca “Albertina”, o schottisch “Salve”, o tango brasileiro “Aí, Morcego!” e a polca “Qualquer Cousa”.
Sobre Irineu, diz Alexandre Gonçalves Pinto, o “Animal”:
“Este professor e maestro era conhecido no meio do chôro por "Batina", porque este bom e amável amigo para mim inesquecível, assim como para todos, andava sempre de sobrecasaca comprida, muito em voga naquela época. O seu instrumento preferido era o ophicleide no chôro, porém nas companhias líricas ele era um trombonista disputado por todos os maestros estrangeiros.”[...]“Irineu era um tipo gordo de altura regular, muito bonachão. Faleceu inesperadamente, deixando um grande vácuo na roda dos chorões.”

Morreu no dia 22 de agosto de 1914, na Pensão Vianna, aos 51 anos, vítima de uma tuberculose pulmonar, deixando dois filhos menores de idade.